# اس‌اس سایپرس
اس‌اس سایپرس (به انگلیسی: SS Cyprus) یک کشتی بود که طول آن ۴۲۰ فوت (۱۳۰ متر) و ارتفاع آن ۲۸ فوت (۸٫۵ متر) بود.